# Озкан, Сибель
Сибе́ль Озка́н (тур. Sibel Özkan, род. 3 марта 1988 года) — турецкая тяжелоатлетка, призёр чемпионатов мира, чемпионка Европы (2015, 2016) в весовой категории до 48 кг.
На Олимпийских играх 2008 года в Пекине стала серебряным призёром, однако спустя 8 лет была уличена в применении допинга (станозолол) и лишена медали.

## Спортивная карьера

### Результаты выступлений
| Год  | Соревнование     | Место проведения   | Весовая категория | Рывок | Толчок | Сумма двоеборья | Место |
| 2007 | Чемпионат мира   | Чиангмай           | до 48 кг          | 84 кг | 108 кг | 192 кг          | 4     |
| 2008 | Чемпионат Европы | Линьяно-Саббьядоро | до 48 кг          | 86 кг | 110 кг | 196 кг          | 2     |
| 2008 | Олимпийские игры | Пекин              | до 48 кг          | 88 кг | 111 кг | 199 кг          | DSQ   |
| 2009 | Чемпионат мира   | Коян               | до 48 кг          | 89 кг | 117 кг | 206 кг          | 2     |
| 2010 | Чемпионат Европы | Минск              | до 48 кг          | 84 кг | 108 кг | 192 кг          | 4     |
| 2010 | Чемпионат мира   | Анталья            | до 48 кг          | 90 кг | 115 кг | 205 кг          | 2     |
| 2014 | Чемпионат мира   | Алма-Ата           | до 48 кг          | 84 кг | 105 кг | 189 кг          | 2     |
| 2015 | Чемпионат Европы | Тбилиси            | до 48 кг          | 80 кг | 99 кг  | 179 кг          | 1     |
| 2015 | Чемпионат мира   | Хьюстон            | до 48 кг          | 83 кг | 103 кг | 186 кг          | 8     |
| 2016 | Чемпионат Европы | Фёрде              | до 48 кг          | 82 кг | 100 кг | 182 кг          | 1     |